# Flo Jonsson
Flo Jonsson, född 4 februari 1978, är en svensk friidrottare (löpare) som tävlar för Spårvägens FK. Hon vann SM-guld på 1 500 meter år 2004 och deltog i Spårvägens stafettlag som vann guld på 3 x 1 500 meter år 2010.

## Personliga rekord
| Utomhus - 800 meter – 2:06,76 (Stockholm 25 juli 2006) - 1 500 meter – 4:15,19 (London, Storbritannien 25 augusti 2007) - 1 500 meter – 4:20,91 (Málaga, Spanien 29 juni 2006) - 3 000 meter – 9:25,45 (Växjö 29 juni 2004) - 10 km landsväg – 36:11 (Stockholm 31 augusti 2008) - 3 000 meter hinder – 10:49.36 (Helsingfors, Finland 6 september 2006) | Inomhus - 800 meter – 2:09,00 (Stockholm 15 februari 2005) - 1 500 meter – 4:22,67 (Malmö 13 februari 2005) - 3 000 meter – 9:39,92 (Västerås 27 januari 2007) |